# Пластунские ворота (ущелье)
Пласту́нские воро́та (Первые ворота) — горное ущелье, по которому протекает река Сочи.

## Описание
Является границей микрорайона Труда и Центрального района города Сочи (Краснодарский край, Россия) от Хостинского района Сочи (село Пластунка). По ущелью проходит автомобильная дорога: с юга — улица Краснодонская, к северу меняет название на улицу Джапаридзе. На южной створке ущелья был построен «Комбинат строительных материалов» (КСМ) — ныне Завод строительных материалов (ЗСМ).

## Этимология названия
Ущелье названо по селу Пластунка, куда ведёт дорога, проходящая по нему; название же села образовано от слова пластун — особого вида казачьих войск. Первопоселенцами села были несколько семей пластунов.

## Ущелье в истории

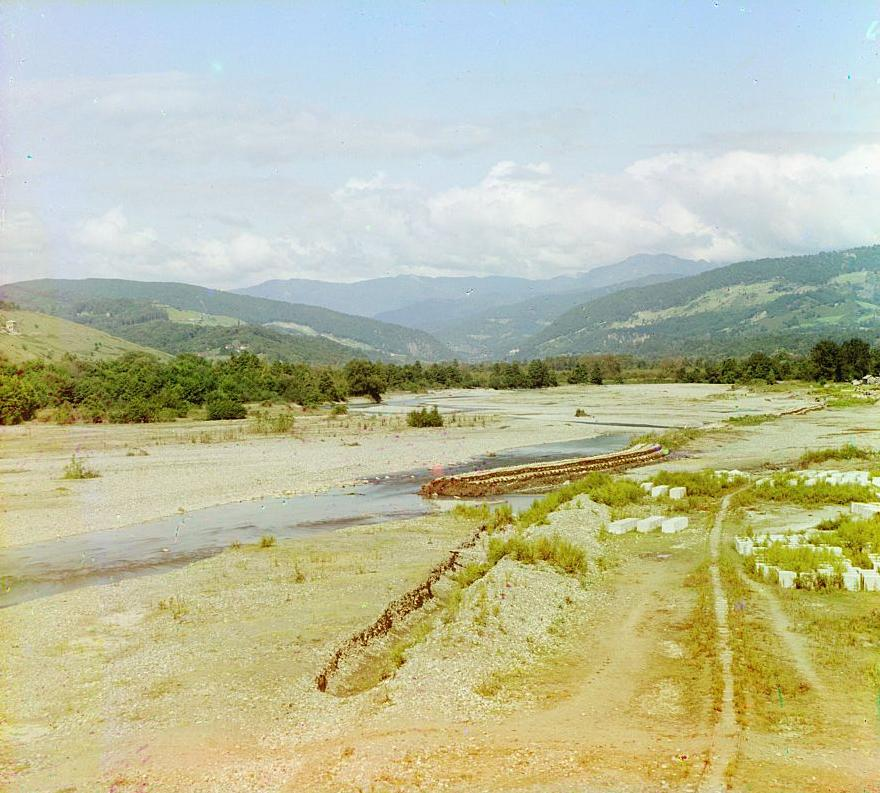
Ущелье на фото Прокудина-Горского. 1912 г.

У реки Сочи на северной стороне ущелья росло Священное Дерево белолистка (серебристый тополь), которое сохранялось до 20-х годов XX века. Именно под этим деревом в конце марта 1864 года состоялся последний совет горцев во главе с Хаджи Керантух-Беем Берзеком, на котором было принято решение покинуть Черноморское побережье Кавказа и переселиться в Турцию, повлекшее для убыхов трагические последствия.
В апреле 1919 в бою у Пластунских ворот объединённые партизанские отряды разбили отряд деникинцев. Летом 1935, побывав в Сочи, И. В. Сталин дал указание построить на реке Сочи гидроэлектростанцию. В марте 1936 Совнарком, спеша выполнить указание вождя, выделил 9 млн руб. на сооружение станции в ущелье Пластунские ворота в двухгодичные срок. Геологические изыскания показали, что стоимость работ будет дороже от предполагаемого в 2 раза. В других условиях от проекта отказались бы, но как быть с «указанием». В особо сложной ситуации оказался А. Д. Метелёв. Он обратился к М. И. Калинину с просьбой поручить строительство станции Наркомтяжпрому. Последний отказался финансировать проект и передал строительство, Главгидроэнергострою, который вёл его до 1938, вложил в строительство 11 млн руб., затем законсервировал стройку из-за низких технико-экономических показателей и отсутствия средств. В качестве компенсации были начаты проектно-изыскательские работы по гидроэлектростанции на реке Мзымта. Творение природы «Пластунские ворота» — схождение почти вплотную двух скал по разным берегам реки — не сохранилось «благодаря» выработке камня, производимой здесь для нужд строительства города.